# Kirsch-lès-Luttange
Pour les articles homonymes, voir Kirsch (homonymie).
Kirsch-lès-Luttange est un hameau et une ancienne commune française de la Moselle, rattachée à Luttange depuis 1810.

## Géographie
Kirsch se situe au nord-ouest de Luttange, au bord de la Bibiche.

## Toponymie
- Anciennes mentions[2],[1] : Kirsch (1402), Kiersze (1408), Kirsz prope Luttinga (1544), Kirtz (1606), Kirssh (1681), Quirche (1686), Kirche (1756), Kirsche (1793), Kirche (1801).
- En francique lorrain : Kiisch[3].

## Histoire
Dépendait de la seigneurie et de la paroisse de Luttange.
Érigé en chef-lieu communal après 1789, Kirsch fut finalement rattaché à Luttange par un décret du 8 novembre 1810.

## Démographie
| 1793 | 1800 | 1806 |
| ---- | ---- | ---- |
| 66   | 81   | 74   |

## Lieux et monuments
- Chapelle Saint-Georges, construite dans la première moitié du XIXe siècle.